# Paranthrene cuprescens
Paranthrene cuprescens is een vlinder uit de familie van de wespvlinders (Sesiidae). De wetenschappelijke naam van de soort werd voor het eerst geldig gepubliceerd in 1919 door George Francis Hampson.